# Lettergreep
Een lettergreep of syllabe (spreek uit: silabe, van het Franse woord 'syllabe') is een klankgroep binnen een woord die minimaal uit een klinker bestaat. Het is een prosodische eenheid, wat inhoudt dat het ritme, de klemtoon en de intonatie bepalend zijn. Er zijn geen volledig objectieve regels te geven voor de opdeling van een stroom taalklanken in lettergrepen, maar in het algemeen delen sprekers de intuïtie dat lettergrepen overeenkomen met de klanken die men op de tellen van een maat uitspreekt, wanneer de spraakklanken op melodie worden gezet.

## Lettergreepstructuur

De lettergreepstructuur schematisch weergeven. De coda is alleen aanwezig bij gesloten lettergrepen.

Lettergrepen bestaan uit een sonore en accentdragende kern of nucleus, die vaak maar niet altijd wordt voorafgegaan door een onset (aanzet) en gevolgd door een coda. Het begin van de lettergreep (de onset) en de coda bestaan uit medeklinkers. De kern is in de regel een enkele klinker, tweeklank of hoog-sonore medeklinker. Het laatste type kern komt maar in een beperkt aantal talen voor, over het algemeen die met medeklinkerclusters.

### Open lettergreep
Een open lettergreep heeft de structuur V, CV of CCV (zie ook de afbeelding rechts, waar de coda moet worden weggedacht). Deze lettergreep heeft dus geen coda en eindigt op een klinker.

### Gesloten lettergreep
Een gesloten lettergreep heeft meestal de structuur VC, CVC of CVCC (zie ook de afbeelding rechts). Deze lettergreep heeft dus wel een coda en eindigt op een medeklinker.

## Prosodische eigenschappen

### Eerste lettergreep
De eerste lettergreep is de lettergreep waarmee een woord begint.
Voorbeelden:
- water: wa- is de eerste lettergreep
- xenofobie: xe- is de eerste lettergreep

### Eindlettergreep
De eindlettergreep is de lettergreep die zich op het einde van een woord bevindt.
Voorbeelden:
- water: -ter is de eindlettergreep
- xenofobie: -bie is de eindlettergreep

## Regels
Het aantal toegestane aanzetten en coda's in een taal is onderworpen aan fonotactische beperkingen. In veel gevallen zijn de toegestane onsets het spiegelbeeld van de toegestane coda's. Dat komt doordat sprekers geneigd zijn bepaalde medeklinkers dicht bij de kern te houden, terwijl ze andere liever wat verder van de kern af schrijven. De gebruikelijke afstand van een medeklinker hangt direct samen met de sonoriteit van die medeklinker; hoe dichter een medeklinker bij de kern zit, des te hoger de sonoriteit. Daardoor is bijvoorbeeld de cluster 'str' wel toegestaan in de onset van een lettergreep (zoals in 'straat'), maar niet in de coda (*'taastr'), terwijl zijn spiegelbeeld 'rts' wel een toegestane coda vormt ('arts'), maar geen toegestane onset (*'rtsa').
Wanneer een taal een woord uit een andere taal overneemt, wordt de lettergreepstructuur doorgaans aangepast aan de fonotactische regels van de taal waarin het woord wordt geleend. Zo klinkt het aan het Engels ontleende Merry Christmas in het Hawaïaans als mele kalikimaka, omdat laatstgenoemde taal alleen open lettergrepen kent.
Sprekers neigen ernaar lettergrepen te gebruiken die bestaan uit een korte onset en een kern, zonder coda. Dat verklaart waarom nieuwe talen, zoals pidgin- en creooltalen, weinig woorden met een coda hebben, en dat sprekers ertoe neigen medeklinkers uit lange onsets en coda's te verwijderen.

## Het uitgebreide begrip 'lettergreep' als orthografische conventie
Bij uitbreiding worden de begrippen lettergreep en syllabe ook toegepast op bij elkaar horende letterreeksen in de schriftelijke weergave van taal. Alle conventies voor de verdeling van woorden in “orthografische” lettergrepen zijn voor het Nederlands beschreven in het Groene Boekje.